# Dickie Moore
John Richard Moore Jr. (Los Ángeles, 12 de septiembre de 1925-Wilton, Connecticut, 7 de septiembre de 2015) fue un actor infantil estadounidense, conocido como Dickie Moore. Fue uno de los últimos actores sobrevivientes que apareció en el cine mudo.

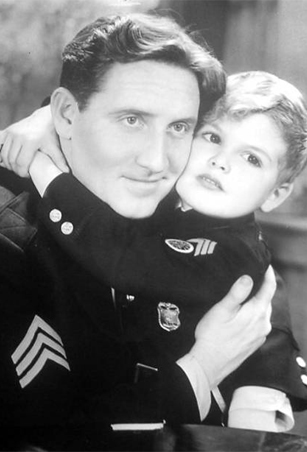
Fotografía publicitaria de la película Disorderly Conduct (1932), protagonizada por Spencer Tracy y Dickie Moore.

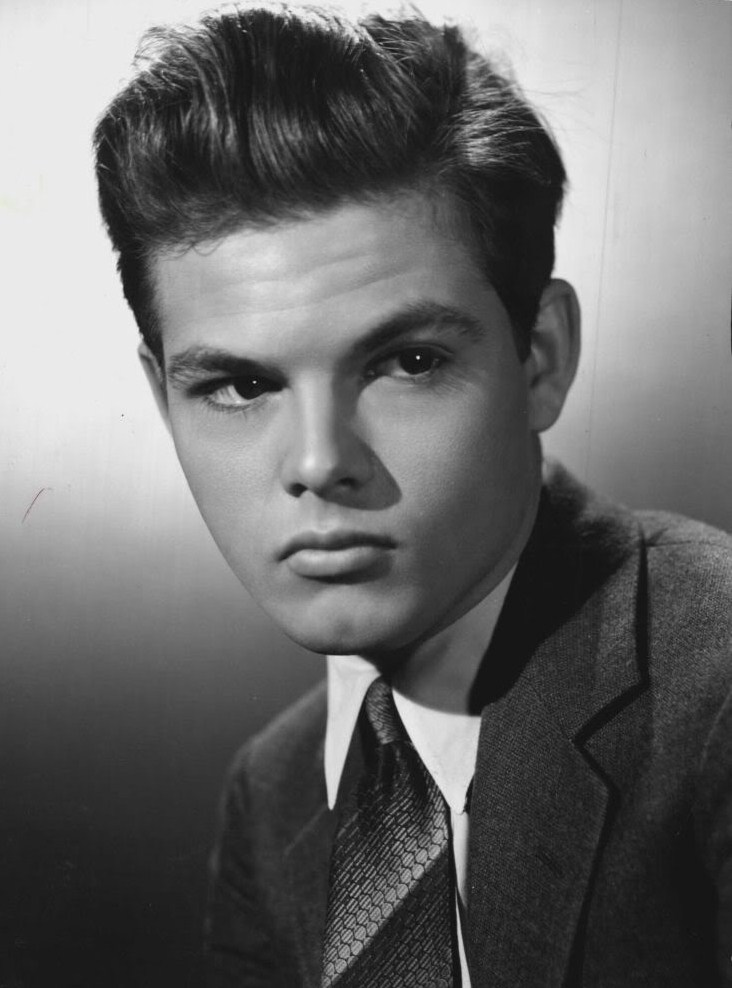
Dickie Moore en 1944.

## Vida personal
En 1988 se casó con la actriz Jane Powell.
En marzo de 2013, Jane Powell notifico que Dickie Moore tenía artritis y "episodios de demencia". Falleció el 7 de septiembre de 2015, 5 días antes de cumplir 90 años.

## Filmografía
| - 1927: The Beloved Rogue. - 1928: Object: Alimony. - 1929: Madame X. - 1930: Lummox. - 1930: Son of the Gods. - 1930: The Three Sisters. - 1930: Let Us Be Gay. - 1930: The Matrimonial Bed. - 1930: Lawful Larceny. - 1930: The Office Wife. - 1930: Passion Flower. - 1931: Aloha. - 1931: Seed. - 1931: Three Who Loved. - 1931: Confessions of a Co-Ed. - 1931: The Star Witness. - 1931: The Squaw Man. - 1931: Husband's Holiday. - 1932: Union Depot. - 1932: Manhattan Parade. - 1932: Fireman, Save My Child. - 1932: The Expert. - 1932: Disorderly Conduct. - 1932: So Big!. - 1932: When a Feller Needs a Friend. - 1932: No Greater Love. - 1932: Million Dollar Legs. - 1932: Winner Take All. - 1932: The Hollywood Handicap (cortometraje). - 1932: Hook and Ladder (cortometraje). - 1932: La venus rubia. - 1932: Free Wheeling (cortometraje). - 1932: Deception. - 1932: Birthday Blues (cortometraje). - 1932: The Devil Is Driving. - 1932: The Racing Strain. - 1932: A Lad an' a Lamp (cortometraje). - 1933: Fish Hooky (cortometraje). - 1933: Oliver Twist. - 1933: Obey the Law. - 1933: Forgotten Babies (cortometraje). - 1933: Gabriel Over the White House. - 1933: The Kid From Borneo (cortometraje). - 1933: Mush and Milk (cortometraje). - 1933: The Wolf Dog. - 1933: Man's Castle. - 1933: Cradle Song. - 1934: Gallant Lady. - 1934: This Side of Heaven. - 1934: Upper World. | - 1934: In Love with Life. - 1934: Fifteen Wives. - 1934: The Human Side. - 1934: The World Accuses. - 1934: Little Men. - 1935: Tomorrow's Youth. - 1935: Wild Waters (cortometraje). - 1935: Without Children. - 1935: Swellhead. - 1935: Peter Ibbetson. - 1935: So Red the Rose. - 1935: La historia de Louis Pasteur. - 1936: Timothy's Quest. - 1936: The Little Red Schoolhouse. - 1936: Star for a Night. - 1937: La vida de Émile Zola. - 1937: Madame X. - 1937: The Bride Wore Red. - 1938: Love, Honor and Behave. - 1938: My Bill. - 1938: The Gladiator. - 1938: The Arkansas Traveler. - 1939: Lincoln in the White House (cortometraje). - 1939: The Under-Pup. - 1939: Hidden Power. - 1940: The Blue Bird. - 1940: A Dispatch from Reuter's. - 1940: Virginia City. - 1941: The Great Mr. Nobody. - 1941: Sergeant York. - 1942: The Adventures of Martin Eden. - 1942: Miss Annie Rooney. - 1942: Hedda Hopper's Hollywood No. 4 (cortometraje). - 1943: Heaven Can Wait. - 1943: Happy Land. - 1943: Jive Junction. - 1943: The Song of Bernadette. - 1944: The Eve of St. Mark. - 1944: Youth Runs Wild. - 1944: Sweet and Low-Down. - 1947: Out of the Past. - 1947: Dangerous Years. - 1948: 16 Fathoms Deep. - 1948: Behind Locked Doors. - 1949: Bad Boy. - 1949: Tuna Clipper. - 1949: Boy and the Eagle (cortometraje). - 1950: Killer Shark. - 1950: Cody of the Pony Express. - 1952: The Member of the Wedding. - 1952: Eight Iron Men. |